# Шофри
Шофри (фр. Chauffry) је насељено место у Француској у региону Париски регион, у департману Сена и Марна.
По подацима из 2011. године у општини је живело 1021 становника, а густина насељености је износила 197,87 становника/km².

## Демографија
| 1962. | 1968. | 1975. | 1982. | 1990. | 2011. |
| ----- | ----- | ----- | ----- | ----- | ----- |
| 424   | 408   | 456   | 662   | 762   | 1.021 |